# West Coast Council

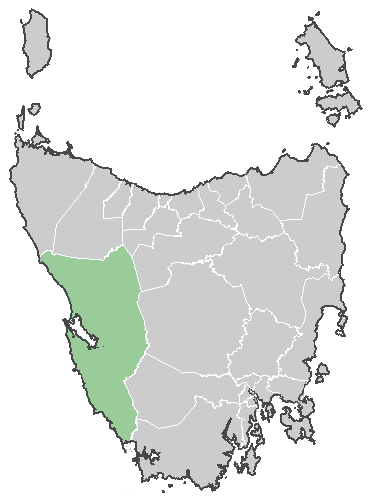
West Coast Council na mapie Tasmanii

West Coast Council – obszar samorządu lokalnego (ang. local government area) położony na zachodnim wybrzeżu Tasmanii (Australia). Siedziba rady samorządu zlokalizowana jest w mieście Zeehan, pozostałe ważniejsze miasta to: Gormanston, Queenstown, Rosebery i Strahan. Na wschodzie regionu przebiega pasmo górskie West Coast Range, autostrada Lyell Highway stanowi główną drogę komunikacyjna ze stolicą stanu miastem Hobart.
Według danych z 2009 roku, obszar ten zamieszkuje 5242 osób. Powierzchnia samorządu wynosi 9574,5 km², co czyni go największym samorządem terytorialnym na Tasmanii.
W celu identyfikacji samorządu Australian Bureau of Statistics wprowadziło czterocyfrowy kod dla gminy West Coast – 5610.